# 東武佐野線
佐野線（さのせん）は、群馬県館林市の館林駅と栃木県佐野市の葛生駅を結ぶ東武鉄道の鉄道路線である。駅ナンバリングの路線記号はTI。
2005年（平成17年）2月に佐野市・田沼町・葛生町が合併して佐野市となったため、群馬県内は館林市内、栃木県内は佐野市内と、それぞれ1県1市を走っている。

## 路線データ
- 路線距離（営業キロ）：22.1 km
- 軌間：1,067 mm
- 駅数：10駅（起終点駅含む）
- 複線区間：なし（全線単線）
- 電化区間：全線電化（直流1,500 V）
- 閉塞方式：自動閉塞式
- 保安装置：東武形ATS
- 交換可能駅：終点の葛生駅を除く各駅
- 最高速度：75 km/h[1]

## 運行形態
特急「リバティりょうもう」が朝の葛生発浅草行きと夜の浅草発葛生行きで設定されているほかは、すべてワンマン運転の普通列車のみの運行である。普通列車は朝の始発列車が佐野発館林行きの運行であるほかは館林駅 - 葛生駅間の運行である。
1時間に日中は1本、朝と夕方は2 - 3本程度の列車が設定されている。

## 使用車両

### 現在の車両
- 500系 - 特急「リバティりょうもう」で使用。2022年3月12日のダイヤ改正でこれまでの200系を使用した特急「りょうもう」に代わり運行開始した。

主に以下の2車種を当線・小泉線・桐生線の3路線でそれぞれ使用。
- 8000系8500型 （南栗橋車両管区春日部支所所属・2両ワンマン編成で運行）
- 10000系10000型・10050型（南栗橋車両管区春日部支所所属・2両ワンマン編成で運行）

以下は運用がごくまれ。
- 800型・850型（南栗橋車両管区春日部支所所属・3両ワンマン編成で運行）

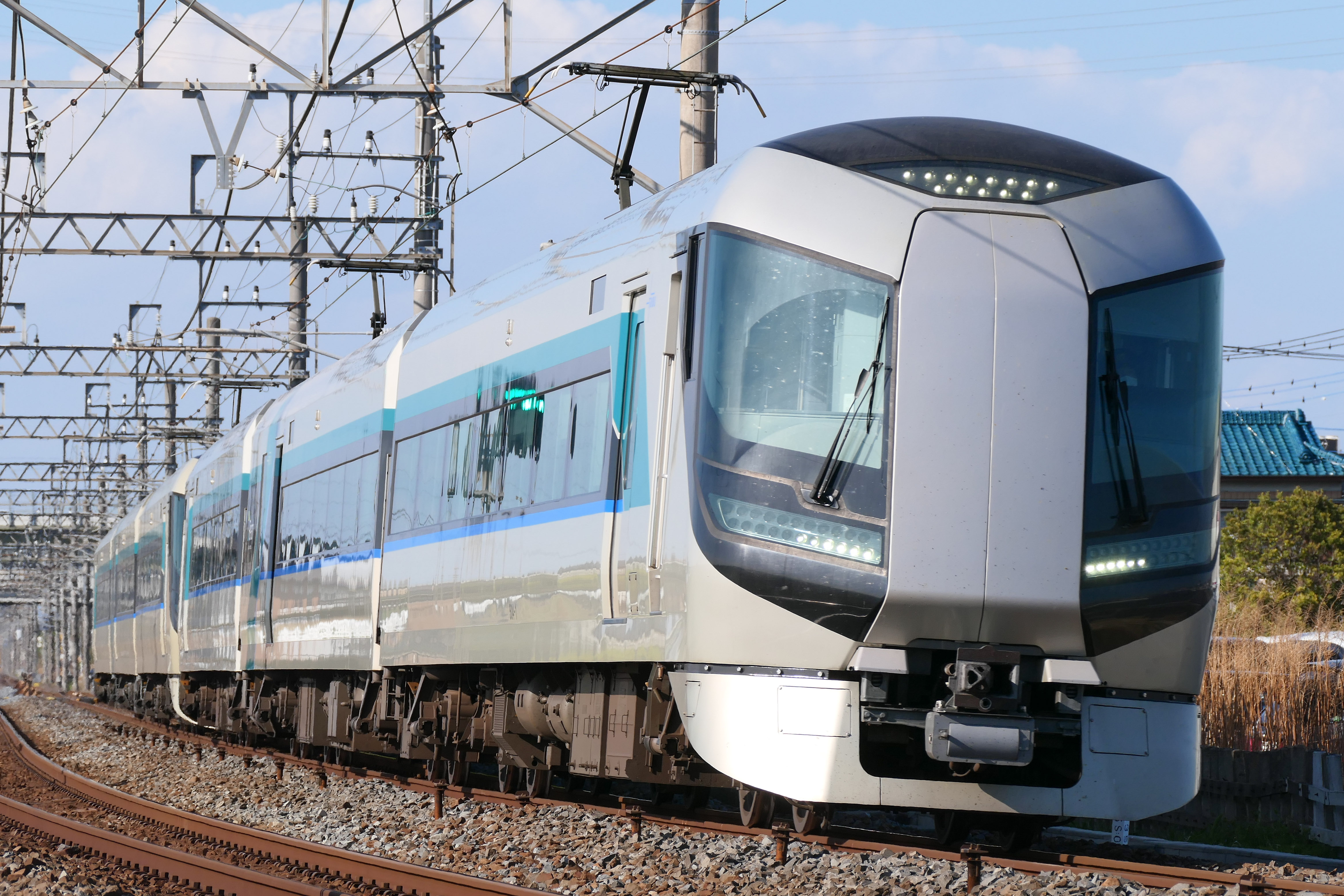
500系
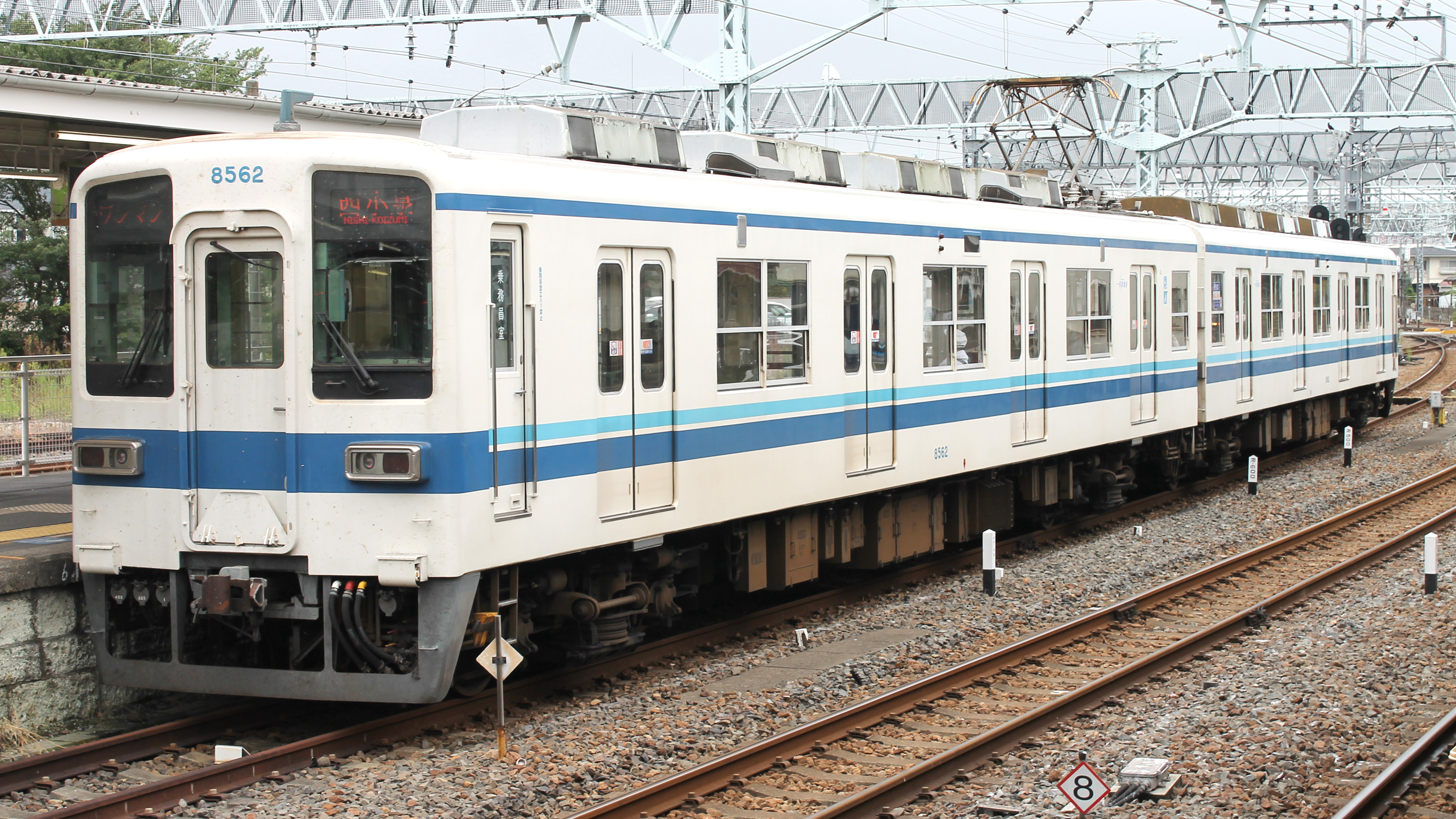
8000系8500型
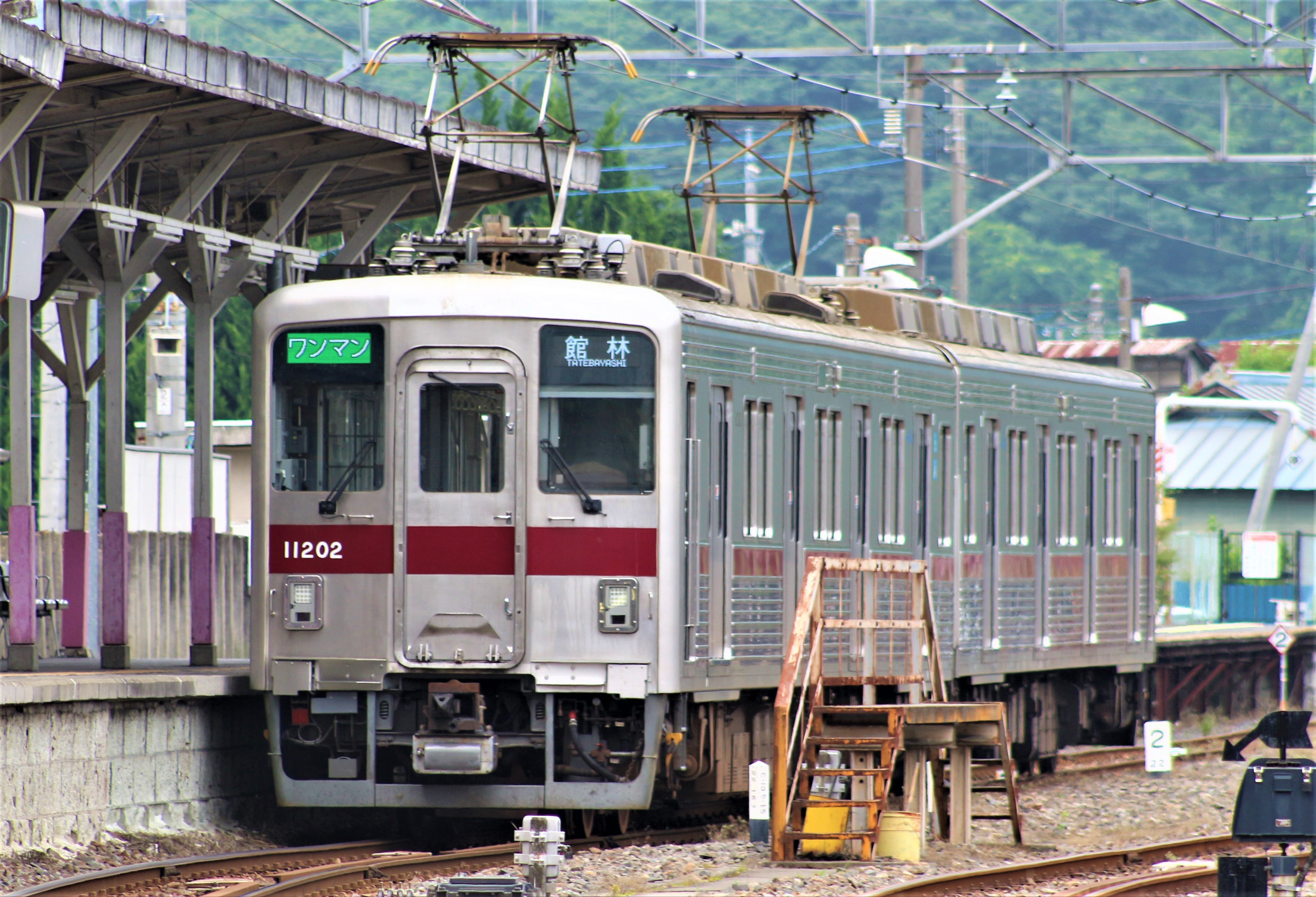
10000型
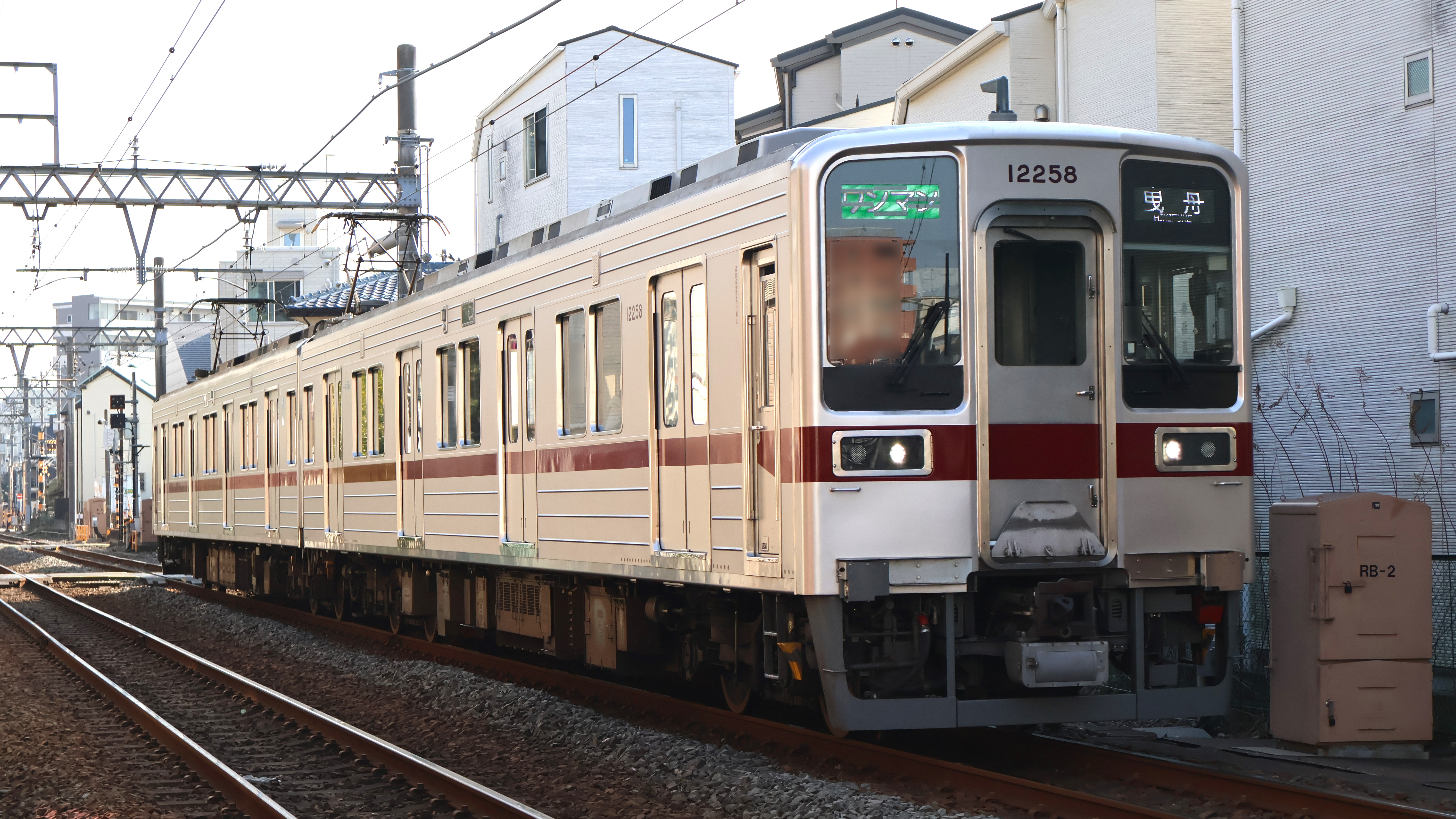
10050型
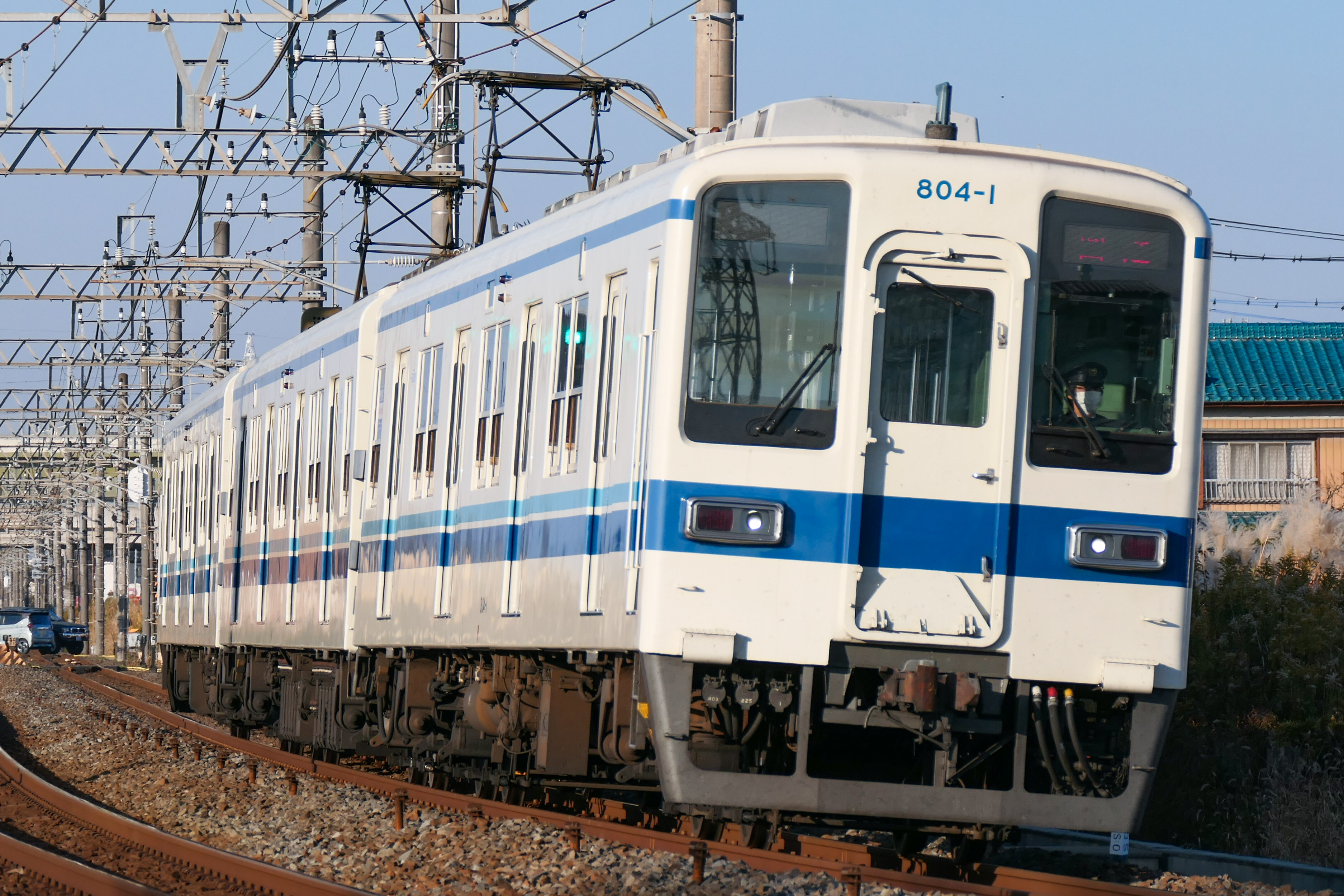
800型
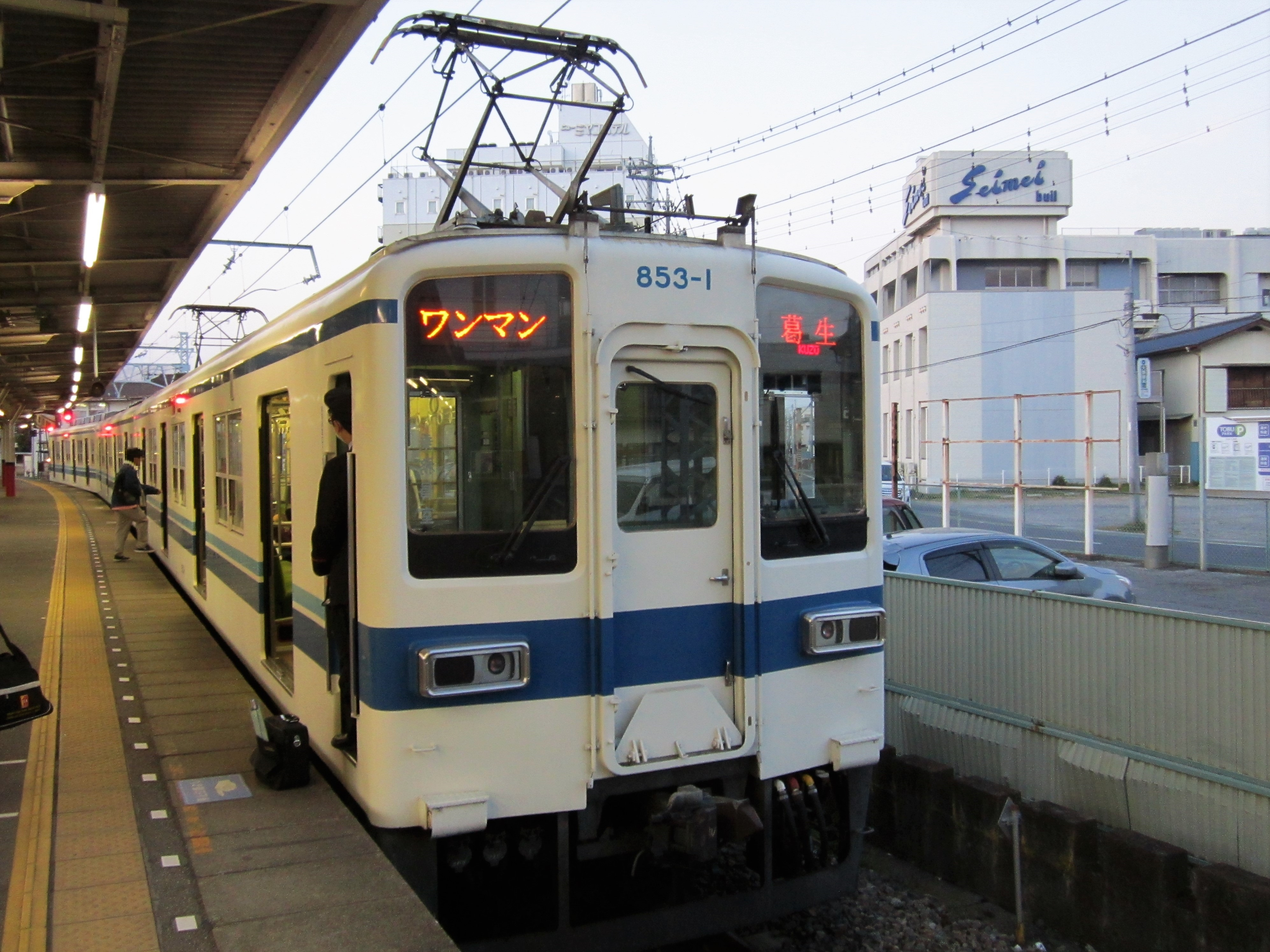
850型

### 過去の車両
- 60000系（南栗橋車両管区七光台支所所属・臨時列車でのみ入線） - 2019年4月に臨時列車として入線した実績がある[4]。
- 3050系 - 1996年4月運用終了
- 5000系・5050系 - 2006年3月17日運用終了
- 1800系 - 通勤改造車は2006年3月17日運用終了。未改造車は急行「りょうもう」として入線していたほか、2018年4月にも臨時列車で入線[5]。
- 200型・250型（南栗橋車両管区館林出張所所属） - 特急「りょうもう」で使用されたが、2022年3月12日のダイヤ改正から500系を使用した特急「リバティりょうもう」に運用が置き換わるため、前日の同月11日を最後に定期運用終了。

このほか、旧・北館林荷扱所への廃車回送があり、東武の各種車両や東京メトロ（日比谷線・半蔵門線）の車両も入線する。

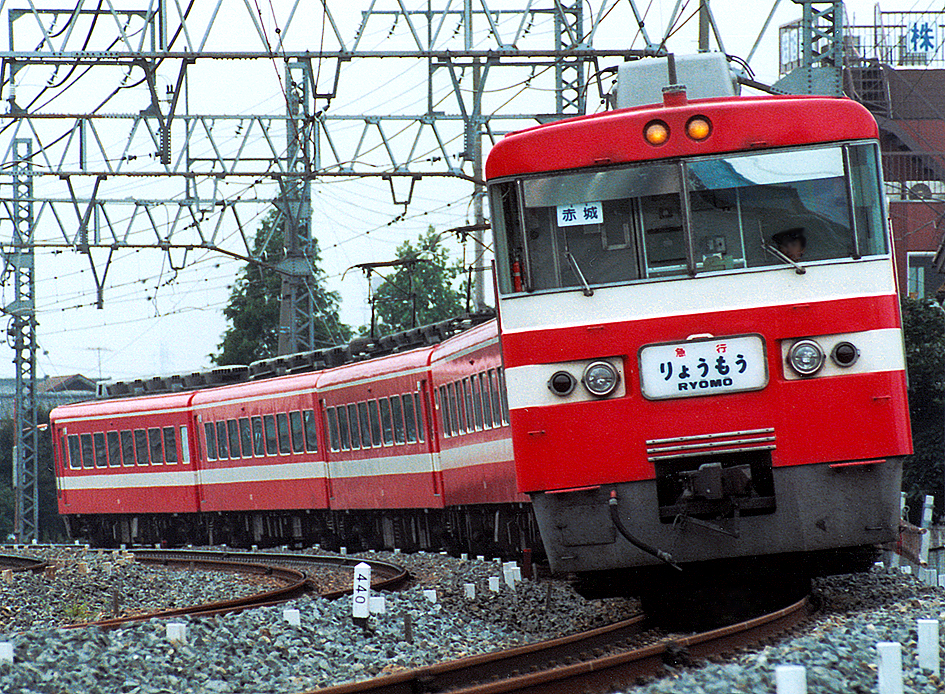
1800系 急行りょうもう
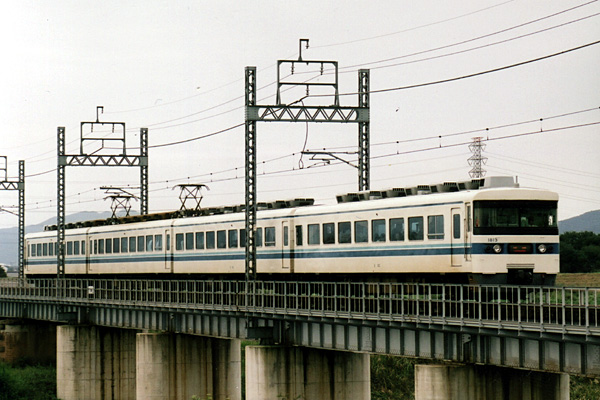
1800系（通勤改造車）
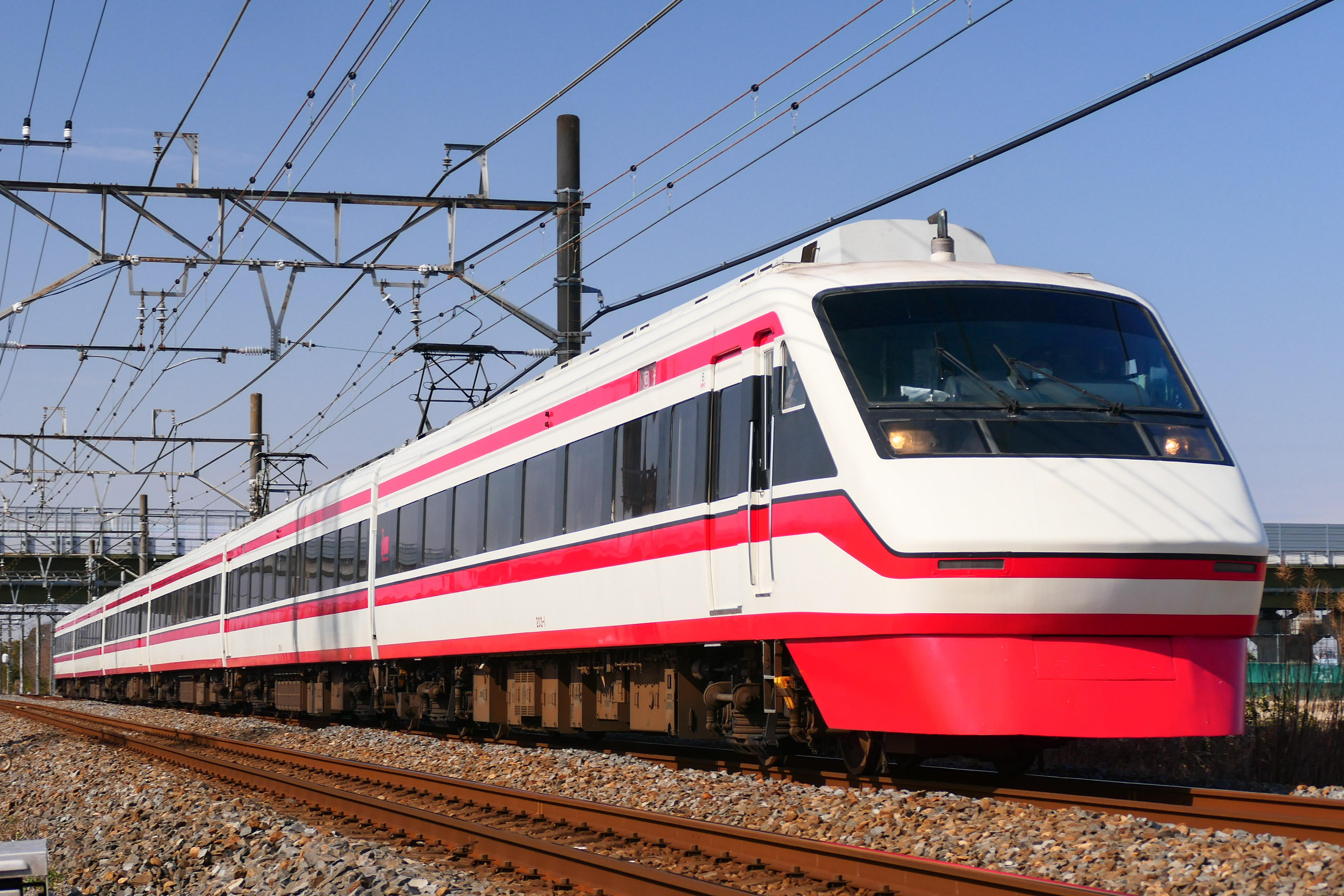
200型

## 歴史
佐野線の前身は、1888年（明治21年）に設立され、1890年（明治23年）までに葛生 - 越名間が開業した安蘇馬車鉄道である。江戸時代から葛生で産出される石灰石を運ぶための馬車鉄道で、越名まで運ばれた石灰石や木材などは、船に積み替えられて渡良瀬川から利根川を下って東京方面に運ばれていた。しかし、石灰石の輸送は年間を通じて行っていたわけでなく、閑散期の馬の餌代が負担となっていた。そこで社名を佐野鉄道に改めて、1894年（明治27年）に蒸気機関車による鉄道に変更した。
1912年（明治45年）に佐野鉄道は東武鉄道に吸収合併された。この頃、東武鉄道では日光進出の計画を立てており、当初は館林から佐野、葛生、鹿沼を経由して日光まで結ぶ構想であった。そのため、ルートの重なる佐野鉄道を合併したのである（後に日光へは栃木経由に変更）。東武鉄道は佐野鉄道が持っていた鉄道敷設免許を利用して館林 - 佐野間を建設、1914年（大正3年）に開業し、館林 - 葛生間直通運転を開始した。館林や東京浅草まで直行できる鉄道ができたことで佐野町 - 越名間の旅客・貨物輸送は著しく減少し、1915年（大正4年）には旅客営業を休止し、1917年（大正6年）に廃止された。
葛生からの石灰石輸送は東武鉄道となってからも続けられ、葛生駅から先では東武の会沢線・大叶線、日鉄鉱業羽鶴専用鉄道といった貨物線が延び、佐野線でも貨物列車が多数運行されていたが、トラック輸送への移行が進み、1997年（平成9年）までにこれらの貨物線群や北館林荷扱所 - 葛生間での貨物列車運行は廃止され、残った久喜 - 北館林荷扱所間の石油輸送も2003年（平成15年）9月に廃止された。この佐野線の石油輸送列車が、東武鉄道で最後まで運行された貨物列車で、これにより1世紀以上に渡る同社の貨物列車の歴史に幕が降りた。
2006年（平成18年）3月より、合理化のため全線でワンマン運転を開始した。

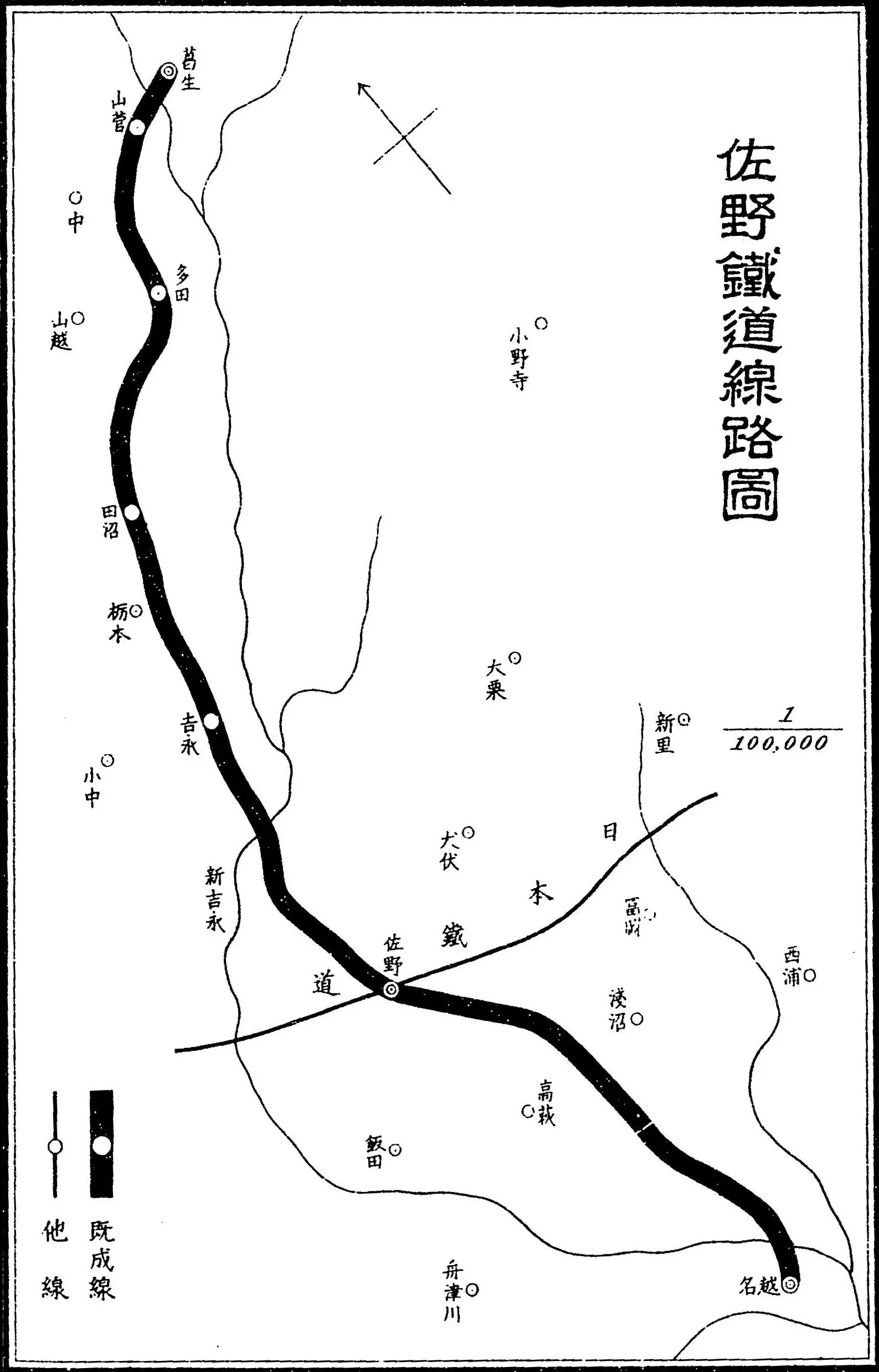
佐野鉄道株式会社 1906年の路線図

### 年表
- 1889年（明治22年）
  - 6月23日 安蘇馬車鉄道の（仮）葛生 - 吉水間が開業[16][17][注釈 2]。
  - 8月10日 吉水 - （旧）佐野間が開業[16][17]。
- 1890年（明治23年）
  - 1月25日 （旧）佐野 - 越名間が開業[17]。
  - 4月10日 葛生 - （仮）葛生間が開業[17]。（仮）葛生駅廃止。
- 1892年（明治25年）10月19日 軽便汽鑵鉄道に変更願書提出。
- 1893年（明治26年）4月13日 安蘇馬車鉄道が佐野鉄道に社名変更。
- 1894年（明治27年）3月20日 葛生 - （旧）佐野 - 越名間の鉄道開業[19][20]。葛生 - 越名間の馬車鉄道廃止。
- 1902年（明治35年）9月1日 （旧）佐野駅を（旧）佐野町駅に改称[21]。
- 1903年（明治36年）6月17日 吉水 - 佐野町間に佐野連絡所を設け、佐野連絡所 - 佐野間が開業。日本鉄道両毛線佐野駅に連絡[22][注釈 3][注釈 4]。
- 1911年（明治44年）2月16日 軽便鉄道指定[25]。
- 1912年（明治45年）3月30日 東武鉄道が佐野鉄道を合併し佐野線とする[26][20][27]。
- 1914年（大正3年）
  - 8月2日：（旧）佐野町 - 越名間に第二連絡所を開設し、佐野町（現・佐野市） - 第二連絡所間の仮設線経由により、館林 - 佐野間が開業[28][29][30]。（旧）佐野町駅を廃止。佐野連絡所を第一連絡所に改称[28][注釈 5]。
  - 8月19日 （旧）佐野町駅の廃止認可。
  - 9月26日 第二連絡所  - 越名間の従来線を廃止し、佐野町 - 越名間の新線に切り替え[注釈 6]。第二連絡所を廃止[33]。
  - 10月16日 佐野町 - 佐野間の新線が開業。佐野町 - 第一連絡所間の仮設線と従来線を廃止。佐野 - 葛生間改築完成（第一連絡所 - 吉水間経路変更）。第一連絡所、多田 - 葛生間の山菅駅（貨物駅）廃止。館林 - 葛生間直通運転開始[34][35]。
- 1915年（大正4年）
  - 2月1日 吉水駅を移転し堀米駅に改称[36][37]。
  - 7月1日 堀米 - 田沼間に吉水駅が開業（1915年1月までの位置付近）[38][37]。
  - 7月5日 佐野町 - 越名間の旅客営業を休止[39]。
- 1917年（大正6年）2月17日 佐野町 - 越名間を廃止[40][20]。
- 1920年（大正9年）8月23日 葛生駅に接続する会沢線が人車鉄道として開業[41]。
- 1925年（大正14年）8月23日 葛生駅に接続する会沢線が蒸気機関車化[42]。
- 1927年（昭和2年）12月16日 館林 - 葛生間が電化[43]。渡瀬駅開業[20]。
- 1943年（昭和18年）4月1日 佐野町駅を佐野市駅に改称[20]。
- 1963年（昭和38年） 浅草 - 葛生間で急行「からさわ」を運転開始。
- 1966年（昭和41年）
  - 6月26日 蒸気機関車（東武B3形）のサヨナラ運転を実施。
  - 6月 葛生駅に接続する会沢線が電化完了。
- 1969年（昭和44年）9月20日 伊勢崎線の急行の列車名を「りょうもう」に統一。1800系に置き換え。
- 1972年（昭和47年）5月1日 渡瀬 - 田島間に北館林荷扱所開業。
- 1991年（平成3年）11月6日 葛生発着の急行「りょうもう」を200系に置き換え[44]。
- 1997年（平成9年）10月1日 葛生駅に接続する会沢線が廃止。
- 1999年（平成11年）3月16日 急行「りょうもう」を特急に格上げ[45]。
- 2003年（平成15年）10月1日 貨物営業廃止。
- 2006年（平成18年）3月18日 普通列車でワンマン運転開始[15]。
- 2007年（平成19年）3月18日 PASMO導入。
- 2009年（平成21年）6月6日 ダイヤ改正により、佐野市発着の初電・終電の2本を佐野発着に延長。
- 2012年（平成24年）3月17日 全駅で駅ナンバリング導入。
- 2017年（平成29年）4月21日 ダイヤ改正により、佐野行きの終電を葛生行きに延長。
- 2019年（令和元年）
  - 10月12日 令和元年東日本台風（台風19号）接近に伴い全線で計画運休[46]。
  - 10月18日 館林 - 佐野間で運転再開[46]。
  - 10月24日 全線で運転再開[46][47]。
- 2020年（令和2年）
  - 4月19日 前日の大雨による影響で、多田 - 葛生間の秋山川橋梁の橋脚を支えるコンクリートの一部が流失したため、佐野 - 葛生間が終日運休・バス代行になる[48]。
  - 4月20日 復旧工事が完了し、15時29分に佐野 - 葛生間の運転再開[49]。
- 2022年（令和4年）3月12日 葛生発着の特急「りょうもう」を500系に置き換え、特急「リバティりょうもう」に変更[50]。

## 駅一覧
- 特急「リバティりょうもう」号の停車駅は当該項目を参照のこと。
- 普通列車は各駅に停車する（ワンマン運転）。
- 全駅でPASMOが利用可能だが、館林と佐野以外には自動改札がなく、簡易ICカード改札機を設置して対応している。
- 線路（全線単線） … ◇：列車交換可 ｜：列車交換不可 ∧：終着駅

| 駅番号 | 駅名             | 駅間キロ | 累計キロ | 接続路線                     | 線路 | 所在地        |
| ------ | ---------------- | -------- | -------- | ---------------------------- | ---- | ------------- |
|        |                  |          |          |                              |      |               |
| TI-10  | 館林駅           | -        | 0.0      | 東武鉄道： 伊勢崎線・ 小泉線 | ｜   | 群馬県 館林市 |
| TI-31  | 渡瀬駅           | 2.7      | 2.7      |                              | ◇    | 群馬県 館林市 |
| -      | （北館林荷扱所） | -        | -        |                              | ｜   | 群馬県 館林市 |
| TI-32  | 田島駅           | 4.2      | 6.9      |                              | ◇    | 栃木県 佐野市 |
| TI-33  | 佐野市駅         | 2.1      | 9.0      |                              | ◇    | 栃木県 佐野市 |
| TI-34  | 佐野駅           | 2.5      | 11.5     | 東日本旅客鉄道：■両毛線      | ◇    | 栃木県 佐野市 |
| TI-35  | 堀米駅           | 1.6      | 13.1     |                              | ◇    | 栃木県 佐野市 |
| TI-36  | 吉水駅           | 2.1      | 15.2     |                              | ◇    | 栃木県 佐野市 |
| TI-37  | 田沼駅           | 2.5      | 17.7     |                              | ◇    | 栃木県 佐野市 |
| TI-38  | 多田駅           | 1.6      | 19.3     |                              | ◇    | 栃木県 佐野市 |
| TI-39  | 葛生駅           | 2.8      | 22.1     |                              | ∧    | 栃木県 佐野市 |

### 留置線のある駅
- 北館林荷扱所（2003年9月限りで貨物輸送が廃止されたことにより、北館林荷扱所内に設置されていた資材管理センター北館林解体所は渡瀬駅構内扱いとなっている。廃車車両が留置される）
- 葛生駅（かつて貨物列車の受け渡しを行っていた）

### 廃駅・廃連絡所・廃荷扱所
- 越名駅（旧終点。1917年2月17日廃止[33]）
- 高萩駅（越名 - （旧）佐野間、1890年1月25日開業[51]、安蘇馬車鉄道時代廃止[注釈 7]）
- 第二連絡所（（旧）佐野町 - 越名間、1914年8月2日開設[28]、同年9月26日廃止[33]）
- （旧）佐野町駅（開業時は（旧）佐野駅。1914年8月2日廃止[28]）
- 第一連絡所（開設時は佐野連絡所。（旧）佐野町 - 吉水間、1903年6月17日開設[22]、1914年10月16日廃止[34]）
- 朱雀駅（（旧）佐野 - 吉水間、1889年開業[注釈 8]、安蘇馬車鉄道時代に廃止[注釈 7]）
- 山菅駅（貨物駅、多田 - 葛生間。佐野鉄道時代開業[注釈 9]、1914年10月16日廃止[34]）
- 山菅2号荷扱所（貨物駅、多田 - 山菅1号荷扱所間。1970年5月1日開設、1977年10月1日廃止）[51]
- 山菅1号荷扱所（（仮）葛生駅跡。貨物駅、山菅2号荷扱所 - 葛生間。1937年営業再開、1983年廃止）[51]

### 廃止区間
- 第二連絡所 - 越名駅
- 第一連絡所 - （旧）佐野町駅 - （新）佐野町駅
- （新）佐野町駅 - 越名駅

### 過去の接続路線
- 田沼駅：戸奈良線 - 1939年4月5日廃止 （貨物線）
- 葛生駅：会沢線

※大叶線・日鉄鉱業羽鶴専用鉄道専用線は会沢線の途中駅である上白石駅から分岐。